# 津森幸俊
津森 幸俊（つもり ゆきとし、生没年不詳）は、戦国時代の武将。戦国大名尼子氏の家臣。別名惣兵衛。出家名は越後入道。

## 生涯
津森氏の正確な出自は不明だが、晴久期に取り立てられた将である。天文16年（1547年）から永禄7年（1564年）まで寺社奉行を務めており、出雲大社から成相寺等の多くの寺社に尼子氏の方針を伝える。晴久から子の義久にかけての内政補佐を担当した。
その後、尼子氏の凋落時には、月山富田城の戦いの際には月山富田にて籠城するも、落城し流浪の身となった。
後に尼子再興軍が出雲に上陸した際に発した尼子再興の号令にはいち早く参加している。